# Csekei Tóth Eszter
Csekei Tóth Eszter (Budapest, 1971.–) magyar festőművész.

## Pályafutása
1994-ben kezdte képzőművészeti tanulmányait, először Gombos Éva festőművésznő kezei alatt. A következő évtől a Czimra Gyula önképzőkörben Tóth Tibor és Szakáll Ágnes festőművészek irányítása alatt fejlesztette képességeit. Később a Gyulai Nyári Művésztelep tagjaként a festészeti technikák széles körével ismerkedett meg. 2010-ben bemutatkozó előadást tartott a Molnár C. Pál Baráti Kör művész tagjainak.
A tájképek, csendéletek, portrék mellett az egyházi témák is hangsúlyosak művei között. Avatott ismerője és alkalmazója a hagyományos ikonfestészetnek. Szimbolikus képei betekintést nyújtanak az emberiség ősi kultúrkincseibe.
2002-től a Sapientia Szerzetesi Főiskola nappali tagozatos hallgatójaként több írása jelent meg belső egyházi lapokban, az Országos Lelkipásztori Intézet gondozásában. A keresztény és ókori szimbolika kutatójaként, ismerőjeként előadások megtartására kérték fel, különböző művészkörökben és egyházi közösségekben. Tervezte a főiskola azon megjelenési felületeit, melyek nem elektronikus úton készültek, plakátok, kiállítások, egyéb rendezvények. Különböző oktatási intézmények házi színdarabjainak díszletét, olykor jelmezeit is tervezte és kivitelezte. 6 éven keresztül vett részt nevelőként nyári táborokban és tartott bennük művészeti szekciót. Rendszeresen tartott lelki-napokat gyermekek számára.
2008-ban nyitotta meg saját rajziskoláját Kispest, Wekerle telepi műtermében, ahol több év alatt kialakított módszere alapján tanítja festeni a hozzá fordulókat, felnőtteket és gyermekeket egyaránt.

## Főbb kiállításai
- Önálló kiállítás, Kispest Wekerle telep (1996)
- Csoportos kiállítás, Rákoshegy (2000)
- Állandó kiállítás, Mária sorozat, az angolkisasszonyok Budapesti Ward Mária iskolában
- Tájképek pasztellel, DUNApART galéria, West End City Center (2010)
- Ikonkiállítás, Kunszentmárton (2010)
- Merre jár a lélek, ikonok és szimbolikus képek, Rákosliget (2010)
- Csoportos kiállítás, Wekerlefeszt (2011)